# Johannes Wolff (Pastor)
Johannes Emil Karl Wolff (geboren 1. August 1884 in Lachem; gestorben 28. Februar 1977 in Hannover) war ein deutscher evangelischer Theologe.

## Leben und Beruf
Johannes Wolffs Vater war Superintendent, seine Mutter stammte aus einer Pastorenfamilie. Er besuchte das Gymnasium in Verden und studierte Theologie in Erlangen, Leipzig und Göttingen. 1909 begann Wolff als Inspektor (Heimleiter) und Hilfslehrer am Gymnasium in Hann. Münden, wechselte im Folgejahr 1910 als Hilfsgeistlicher nach Harburg und weiter von 1910 bis 1913 als Pastor nach Quickborn. Von 1913 bis 1923 war er Vorsteher der Pestalozzi-Stiftung in Burgwedel. Von 1923 bis 1960 war er als Nachfolger von Paul Oehlkers Vorsteher des Stephansstifts in Hannover-Kleefeld. In der Zeit des Nationalsozialismus wurden seine dort ausgebildeten Diakone „im Sinne der nationalsozialistischen Erziehungsideologie erzogen“.
Von 1946 bis 1950 war er zudem Leiter des Landesjugendamts Hannover. Über viele Jahrzehnte war er Vorsitzender des Allgemeinen Fürsorgeerziehungstages (AFET).

## Auszeichnungen
- 1948: Ehrendoktorwürde der Theologie der Universität Göttingen
- 1952: Verdienstkreuz des Verdienstordens der Bundesrepublik Deutschland[2]
- 1964: Großes Verdienstkreuz des Niedersächsischen Verdienstordens
- 1974: Lorenz-Werthmann-Plakette des Deutschen Caritasverbandes